# Barbourofèlids
Els barbourofèlids (Barbourofelidae) són una família (o subfamília) extinta de carnívors del subordre dels feliformes que visqueren a Nord-amèrica, Europa, Euràsia i Àfrica durant els períodes Miocè i Pliocè.

## Classificació
- Família Barbourofelidae
  - Gènere Ginsburgsmilus
    - Ginsburgsmilus napakensis

  - Gènere Afrosmilus
    - Afrosmilus turkanae
    - Afrosmilus africanus
    - Afrosmilus hispanicus

  - Gènere Prosansanosmilus
    - Prosansanosmilus peregrinus
    - Prosansanosmilus eggeri

  - Gènere Sansanosmilus
    - Sansanosmilus palmidens
    - Sansanosmilus jourdani
    - Sansanosmilus vallesiensis
    - Sansanosmilus piveteaui

  - Gènere Syrtosmilus
    - Syrtosmilus syrtensis

  - Gènere Vampyrictis
    - Vampyrictis vipera

  - Gènere Barbourofelis
    - Barbourofelis whitfordi
    - Barbourofelis lovei
    - Barbourofelis morrisi
    - Barbourofelis fricki

  - Gènere Albanosmilus
    - Albanosmilus whitfordi
    - Albanosmilus jourdani

  - Gènere Oriensmilus
    - Oriensmilus liupanensis